# De Launoit
De Launoit is een sinds 1929 tot de Belgische adel behorende familie.

## Geschiedenis
De industrieel Paul Auguste Cyrille de Launoit (1891-1981) werd in 1929 opgenomen in de Belgische erfelijke adel met de titel van baron, overdraagbaar bij mannelijke eerstgeboorte. In 1951 verkreeg hij de titel van graaf, overdraagbaar bij mannelijke eerstgeboorte. In 1953 ten slotte werd de titel van graaf overdraagbaar op alle mannelijke afstammelinge. In 1927 werd de familienaam gewijzigd van De Launoit in de Launoit. De eerste graaf was onder andere voorzitter van de Muziekkapel Koningin Elisabeth. Zijn nageslacht bleef sterk betrokken bij de Muziekkapel en de Koningin Elisabethwedstrijd.

## Enkele telgen
Paul graaf de Launoit (1891-1981), industrieel, voorzitter van de Muziekkapel Koningin Elisabeth
- Jean-Pierre graaf de Launoit (1935-2014), bankier, voorzitter van de raad van bestuur van de Koningin Elisabethwedstrijd
  - Yvan graaf de Launoit (1961), lid van het uitvoerend comité van de Koningin Elisabethwedstrijd, lid en vicevoorzitter (2014) van de raad van bestuur van de Koningin Elisabethwedstrijd, doctor in de wetenschappen, professor biologie aan het Institut Bordet (ULB). Hij trouwde in 1987 met Inez Vermeersch de Traux de Wardin.
  - Bernard graaf de Launoit (1964-2023), voorzitter van het uitvoerend comité van de Muziekkapel Koningin Elisabeth, lid van de raad van bestuur van de Koningin Elisabethwedstrijd. Hij trouwde in 2002 met Vanessa Lippens.
  - Michel graaf de Launoit (1967) trouwde in 1994 met Florence Vander Elst.
- Jean-Jacques graaf de Launoit (1937), voorzitter van de Muziekkapel Koningin Elisabeth, lid van de raad van bestuur van de Koningin Elisabethwedstrijd